# 蕨市立中央小学校
蕨市立中央小学校（わらびしりつ ちゅうおうしょうがっこう）は、埼玉県蕨市中央6丁目にある公立小学校。通称は「中央小」（ちゅうおうしょう）。

## 教育目標
明るい子 かしこい子 たくましい子

## 沿革
- 1954年（昭和29年）5月 - 蕨町立中央小学校開校[1]。
- 1959年（昭和34年）4月1日 - 蕨市立中央小学校に改称。
- 1965年（昭和40年）5月24日 - 正門門扉完成。
- 1967年（昭和42年）4月1日 - 蕨市立中央東小学校設置による学区変更。
- 1969年（昭和44年）8月2日 - プール完成。
- 1973年（昭和48年）1月31日 - 体育館落成。
- 1974年（昭和49年）1月26日 - 庭園完成。
- 1977年（昭和52年）4月15日 - 学校無人化となる。
- 1981年（昭和56年）7月29日 - 新校舎への移転。
- 1992年（平成4年）3月30日 - 飼育小屋新設、池、砂場設置。
- 1995年（平成7年）9月1日 - パソコン教室廃止。
- 2004年（平成16年）4月1日 - 学区の厳格化。
- 2006年（平成18年）8月1日 - 防犯カメラ設置。
- 2007年（平成19年）10月15日 - 学校応援団設置。

## 学校周辺
- ひかり幼稚舎 - 進学前幼稚舎で、なおかつ敷地が隣接していたが、2025年3月31日をもって閉園[2]。
- 正蔵院 - 中央小学校東通り（蕨市道）をはさんで、敷地が隣接。
- 蕨郵便局

## 交通
- 蕨市コミュニティバス「ぷらっとわらび」「西ルート」で、「中央6丁目北」停留所下車後、徒歩約105m・1～2分。
  - なお、「ぷらっとわらび」は「中央小学校」停留所も停車するが、停留所設置個所と校門（正門）との位置関係で、「中央6丁目北」停留所で降りた方が近い（「中央小学校」停留所で降りると、学校正門まで約2倍の距離となる）。
- JR京浜東北線蕨駅西口から、
  - 徒歩で約1km・約15分。
  - 上述の「ぷらっとわらび」（市役所先回りルート）で、
    - 「中央6丁目北」停留所まで3分、下車後徒歩。
    - 「中央小学校」停留所まで4分、下車後徒歩。
    - なお、逆方向の蕨駅西口行は、「市民体育館先回りルート」に乗車した方が早い。